# Rogówek (Kłodzko)
Rogówek (deutsch: Werdeck) ist ein Ort in der Landgemeinde Kłodzko im Powiat Kłodzki der Wojewodschaft Niederschlesien in Polen. Es liegt etwa neun Kilometer südöstlich von Kłodzko (Glatz).

## Geographie
Rogówek liegt westlich des Reichensteiner Gebirges. Nachbarorte sind Jaszkowa Górna (Oberhannsdorf) und Droszków (Droschkau) im Nordosten, Skrzynka (Heinzendorf) im Osten, Ołdrzychowice Kłodzkie (Ullersdorf) im Südwesten und Żelazno (Eisersdorf) sowie Marcinów (Märzdorf) im Westen. Nördlich erhebt sich der 425 m hohe Wygon (Galgenberg), östlich der 697 m hohe Bzowiec (Schalasterkoppe).

## Geschichte

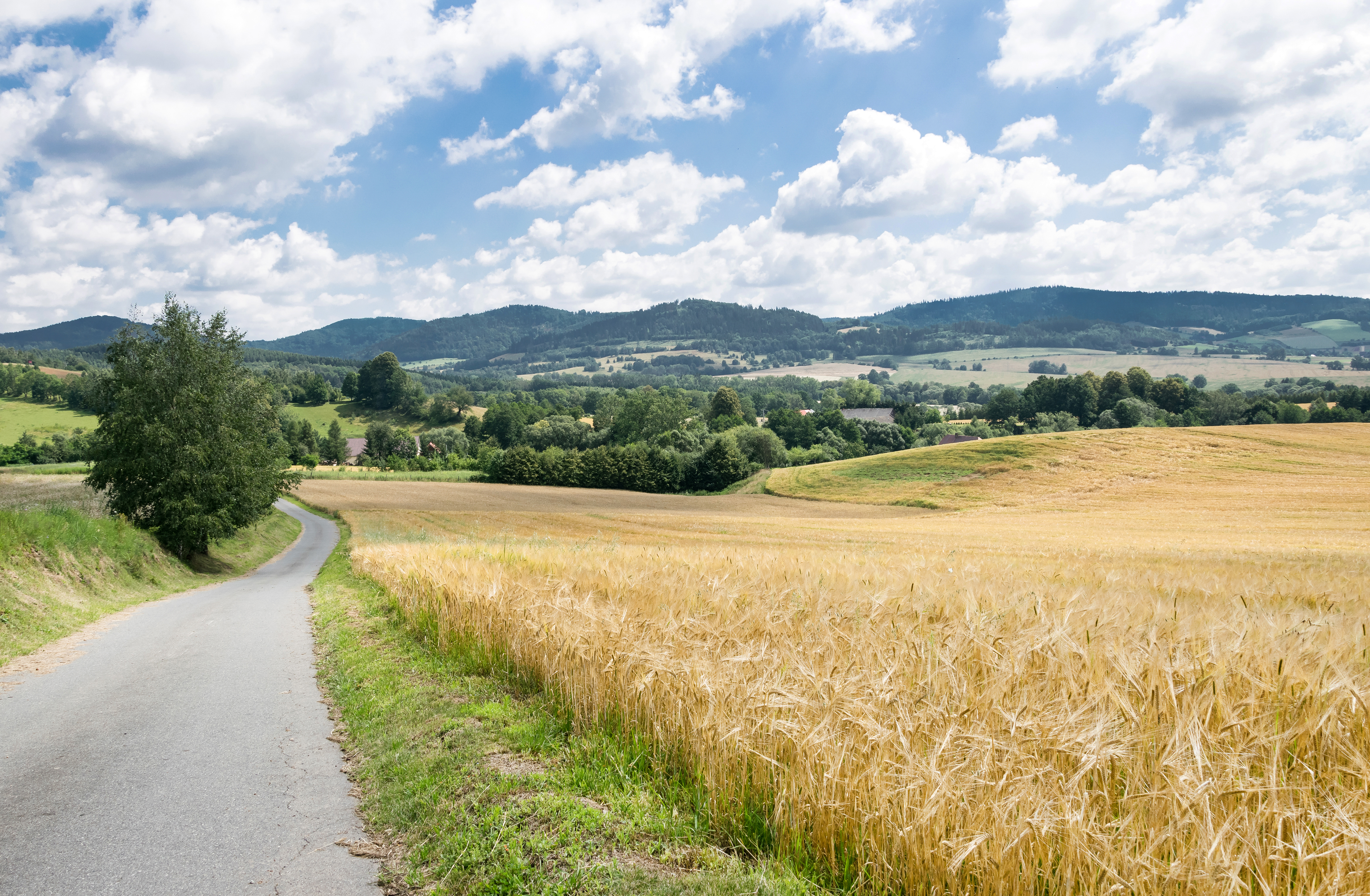
Landschaft um Rogówek

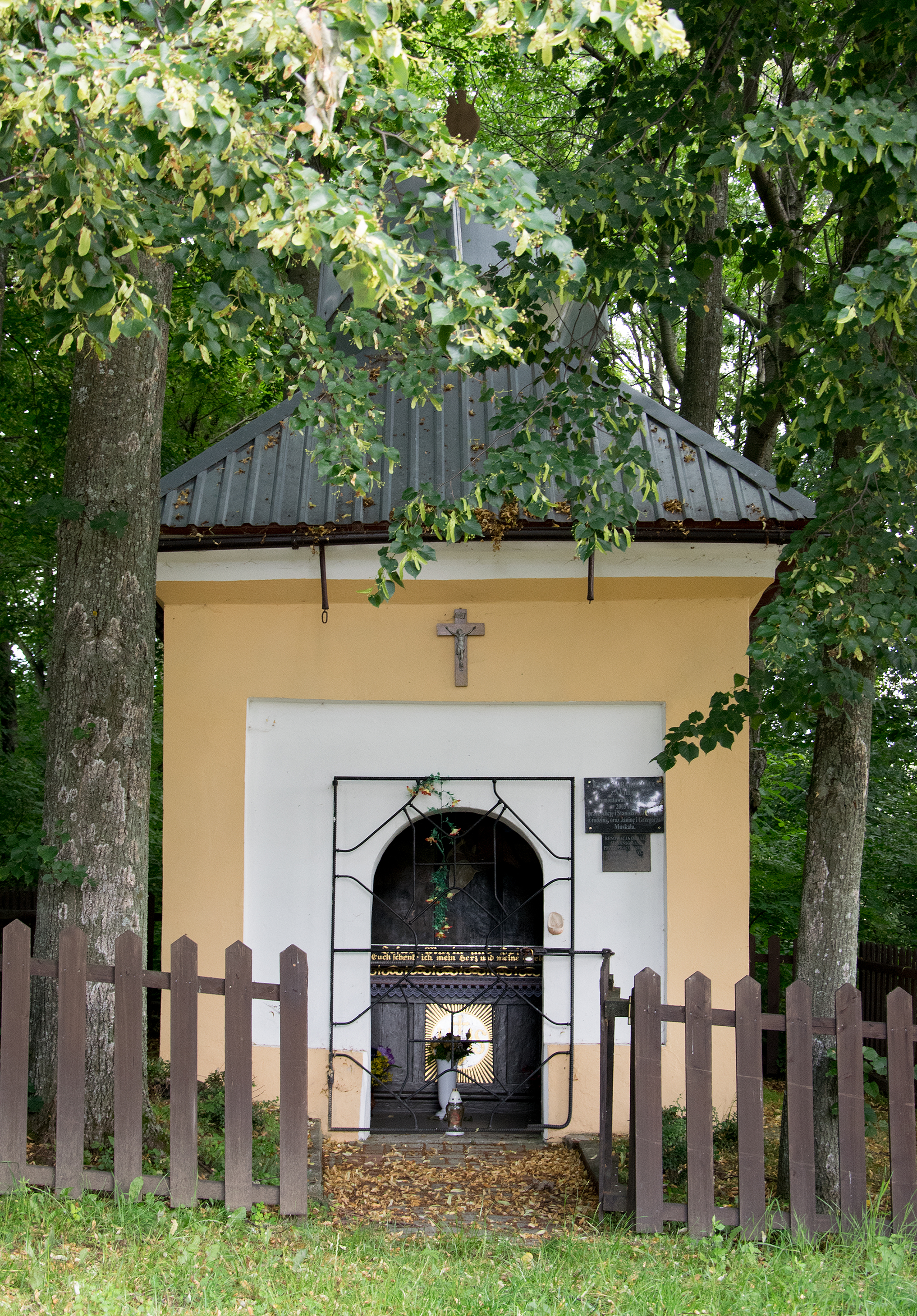
Hauskapelle in Rogówek

Werdeck gehörte zum böhmischen Glatzer Land, mit dem es die Geschichte seiner politischen und kirchlichen Zugehörigkeit von Anfang an teilte. Es war nach Heinzendorf gepfarrt, das für 1384 als Pfarrort nachgewiesen ist. Erster bekannter Besitzer war 1294 Heinrich von Beringen, dem vermutlich auch Heinzendorf gehörte. Er schenke am 29. Januar 1300 sein Gut Werdeck der Johanniterkommende Glatz mit der Bedingung, dass aus den Erträgen Messwein für die Glatzer Pfarrkirche Mariä Himmelfahrt, die St.-Wenzels-Kirche, die Schlosskapelle und die Hospitalkirche anzuschaffen sei. Nachdem die Johanniterkommende 1626 an das Glatzer Jesuitenkolleg gelangte, gehörte diesem auch das Dorf Werdeck. Vor dem Jahr 1466 entstand in Werdeck ein Freirichtergut, das später eingegangen ist.
Nach dem Ersten Schlesischen Krieg 1742 und endgültig mit dem Hubertusburger Frieden 1763 fiel Werdeck zusammen mit der Grafschaft Glatz an Preußen. Nach Aufhebung des Jesuitenordens 1776 wurde Werdeck zusammen mit dem jesuitischen Gut in Niederschwedeldorf an das preußisch-königliche Schuleninstitut verpachtet. Von diesem erwarb es 1788 der königliche Oberbergdirektor Friedrich Wilhelm von Reden. Für das Jahr 1815 sind vier Bauern und vier Häusler nachgewiesen.
Nach der Neugliederung Preußens gehörte Werdeck ab 1815 zur Provinz Schlesien; 1816 wurde es dem Landkreis Glatz eingegliedert, mit dem es bis 1945 verbunden blieb. Am 28. Februar 1874 wurde die Landgemeinde Werdeck in den Amtsbezirk Ullersdorf eingegliedert, zu dem auch die Gutsbezirke Nieder Ullersdorf und Ober Ullersdorf gehörten. 1925 wurden 45 Einwohner gezählt. Zum 1. Oktober 1936 wurde Werdeck der Landgemeinde Ullersdorf zugeschlagen.
Als Folge des Zweiten Weltkriegs fiel Ullersdorf 1945 wie fast ganz Schlesien an Polen und wurde zunächst in Rogówka und später in Rogówek umbenannt. Die deutschen Einwohner wurden vertrieben. Die neu angesiedelten Bewohner waren teilweise Zwangsumgesiedelte aus Ostpolen, das an die Sowjetunion gefallen war. Bis 1975 gehörte Rogówek zur Woiwodschaft Wrocław und danach bis 1998 zur Woiwodschaft Wałbrzych.